# Constantin Sigov
Constantin Sigov (en ukrainien : Сігов Костянтин), né le 31 mai 1962 à Kiev, est un philosophe et éditeur, francophone. Il fonde en 1992 le laboratoire franco-ukrainien à l’université de Kiev. Il enseigne la philosophie à l’université Mohyla de Kiev et dirige la maison d’édition Duh i litera (L’Esprit et la lettre).

## Biographie
Constantin Sigov a été directeur d'études associé à l'École des hautes études en sciences sociales (EHESS) à Paris de 1992 à 1995. 
En 2014, il a soutenu la Révolution du Maïdan.
Il a décidé de demeurer à Kiev malgré les bombardements et de maintenir les activités de la maison d'édition qu'il dirige. Il est l'auteur de la Lettre de Kiev, diffusée en France en avril 2022, dans les semaines qui ont suivi l'invasion de l'Ukraine par la Russie. Il souligne la vitalité de la vie intellectuelle et démocratique en Ukraine malgré la guerre.

## Décorations
- Officier de la Légion d'honneur. Promu officier « pour son rôle de bâtisseur de ponts en les cultures ».
- Chevalier de l'ordre des Palmes académiques
- Chevalier de 3e classe de l'ordre du Mérite d'Ukraine

## Œuvres
Édition en français :
- Vocabulaire européen des philosophies, Paris, Seuil/Le Robert, 2004
- Quand l'Ukraine se lève, avec Laure Mandeville, Talent Éditions, 2022
- Le courage de l'Ukraine, avec la collaboration d’Anne-Marie Pelletier, Éditions du Cerf, 2023, 208 p.
- Philosopher sous les bombes : penser l'Ukraine en résistance, Presses universitaires de France, 2023
- Lettre de Kiev, Éditions du Cerf, coll. « Placards & Libelles », n° 122022
- Le jeu et l'esprit de sacrifice dans l'œuvre de O.E. Mandelstam
- Le philosophe et la nation